# أووناويلونا
أووناويلونا (بالإنجليزية: Awonnawilona)‏ ويسمى أيضا، حاوي کل شیء، وصانع كل شيء. إله خالق (ثنائي الجنس) في الأساطير الهندية في أمريكا الشمالية.كان وحده في البدء في خلاء مظلم، في حين كان الضباب في الخارج يتزايد، والبخار يقوي النمو فتحول إلى الشمس، وتحول الضباب إلى الأرض الأم. ومارس الاثنان العملية الجنسية، فظهرت الموجودات جميعا على الأرض: البشر، وجميع الكائنات الأخرى.